# عثمان باش خوجة قارامصلي
عثمان باش خوجة قارامصلي يعتبر مؤسس الديانة القرامصلية التي انتشرت ثم انقرضت. وُلد سنة 1886م في مدينة ريفية  في تونس. لطالما أحبَّ عثمان الحي العتيق الذي يسكنه فهو حي قديم عامر بأهاليه الصاخبين الحائرين فتنوعت أنشطته وخدماته. تميز والده بمكانة مرموقة ومنصب عالي عند المجتمع الريفي منذ أن أصبحت السلطة والنفوذ بيد دار المقفول. منذ ذلك الحين تزوَّج صالح قارامصلي من فوزية بوريقة في عُمُر الأربعين فأنجب منها عبد الصمد ثم فريدة ومن ثم أتى عثمان لينير المنزل بالفرحة والسعادة.

## ما قبل الوِلادة:
كانت قريته مدينة بدائية وريفية أغلب سكانها يعملون في الفلاحة والتجارة البسيطة وغلب الجهل والامية أثناء فترة الاحتلال الفرنسي وكانت دار المرزبان تحكم المدينة لكن سرعان مانتشر الغش والخداع بسبب الأهمال لكن عندما زعم خزندار دار المرزبان سرق أموال المواطنين وأرسلهم لفرنسا وبذلك اتهمه الناس بمصطلح "عميل فرانصاوي" فقام الناس بتولية دار المقفول السلطة عندها قام المقفوليون بطرد وتهجير كل من ينتمي إلى دار المرزبان وساهمت في اصلاح المجتمع ومحاربة الربا والغش وقمعت التّعصُّب الديني في المدينة. وفي سن يناهز الأربعين تزوج صالح باش خوجة قارامصلي من فوزية بوريقة لينجب بعد ثلاث سنوات فريدة وبعد أربع سنوات من فريدة أنجبا عبد الصمد وبعد عامين أنجبا العبد المأمور عثمان.

### ولادته:
في البداية، لم تظهر أعراض الحمل على فوزية بوريقة ولكن في شهر رمضان مع صوت آذان المغرب بدأت آلام الولادة تظهر لدى فوزية فأرسلت فريدة لترجع بأبيها من المسجد فجائت القابلة المدعوة "أمّي سيسي" التي تكنس باب الدار وفسرت عدم ظهور أعراض أن ابنهما سيكون له شأن عظيم بين الناس وسيكون حاكمهم وسيهم وسيأتي كذلك بشرع جديد وهو الدين القارامصلي لكن بطريقة غير مباشرة.

## طُفولته

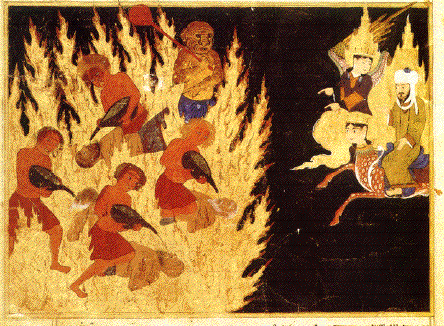
رسم تخيلي يوضح ناسا أطاعوا أصحاب السوء وأهملوا نصائح وتوجيهات عثمان فانظروا كيف كان العذاب.

طفولة عثمان باش خوجة قارامصلي جزء مهم من حياته العظيمة والفريدة من نوعها فقد كرس حياته للتعليم والتعلم في المدرسة وغير المدرسة فقد درس عند الشيخ عبد القادر تفاحة القرآن وعلم الفقه والحديث وعلوم الصرف والنحو. سافر بعمر عشر سنوات إلى مصر وسوريا وصلى بالمسجد الأقصى صلاة الظهر والعصر وكذلك سافر إلى فرنسا لتعلم اللغة الفرنسية فعند سفره إلى هناك نظر إلى أمِّه لتوديعها فرآها تبتسم ابتسامة حزينة ولكنها مشجعة ومتفائلة، تنظر إليه نظرة فهم من خلالها أنها أودعته أمانة رعاية أحلامها. حفظ القرآن وهو في سن 11عاما وتعلم تفسيره كذلك وفي سن12بدأت نقلة جيدة في طفولته، لقد كتب عثمان أول فقرة بالدرباكجي(الدرباكجي هو كتاب القرامصليين المقدس بعد القران يحتوي على 286 فقرة كتبهن عثمان وتلميذاه سيدي الرويان والمغراوي يجمع بين قصص سردية وحكم ومواعظ وعبر وبعض الأحكام الشرعية) وهي "أصحاب السوء" وفي سن الثالثة عشر قضاها كاملة في السعودية فذهب للعمرة ومناسك الحج مع عائلته.

### أبوه وأمه
لقد كان صالح قارامصلي أبا مثاليا فقد كان حريصا على العلم وطلبه فأكثر ما في البيت الكتب حتى أن حجرة أبيه مملوءة بالكتب فقد كان يشعر شعورا قويا بواجبه نحو تعليم أولاده (عبد الصمد، فريدة وعثمان) فهو يعلمهم بنفسه وحريص أشد الحرص على ذلك ويتعب تعبا ليعلم ويعول أبنائه وزوجته ولو كان مريضا فلا يأبه لمرضه. أما عن أمه فقد حاربت وناضلت وجاهدت ورابطت وتحملت الضرب بالسياط من قبل علوش راجل ناعورة الكلبة التي ادعت انها زنت وكذلك هي من عالجت عثمان من محنة المرض فرحمة الله عليهما.

#### طلبه للعلم:
كما ذكرنا من قبل سافر عثمان للعديد من الدول والممالك طلبا للعلم والدراسة فسافر إلى مصر وسوريا وفلسطين وفرنسا وألمانيا لتعلم اللغة الألمانية وكذلك سافر للجزائر وتعلم أصول السحر والشعوذة وتعلم قواعد النحو والصرف والإعراب والتنقيط والعلوم الفقهية فدرس المذاهب الأربعة لأهل السنة والجماعة ودرس الإنجيل والتوراة والرياضيات والتاريخ والجغرافيا ( ملحوظة: لم يتعلم عثمان كل هذه الاشياء في طفولته فقط بل درسها في سن المراهقة عند عبد القادر والصمعالي)

##### وفاة أبيه:
في منتصف سن ال16 توقف عثمان من السفر وعاد لبلده الام  بسبب مرض عُضال أصاب أباه ألزمه ألزمه الفراش وسرعان ماتدهورت حالته فأصبح يتقيء الدم ويواجه صعوبة في التنفس والهضم وبقي على هذه الحال لشهرين ثم مات أثناء صلاة الفجر وأقيمت له جنازة مهيبة وعظيمة لصالح قارامصلي حضرها الألاف.

## في سن العشرين سنة إلى ثلاثين سنة:
تعتبر هذه المرحلة مهمة جدا بالنسبة لسيرة عثمان فيها كتب الفقرة الخامسة من الدرباكجي وبدأت أقوله بالظهور وكذلك سلوكاته الفريدة والشاذة التي تحولت فيما بعد إلى شرائع للدين القرامصلي. فلبث مستلقيا في الفراش دون أن يغمض له جَفنٌ وجعل يقلِّب عينيه في سقف الحُجرة وجدرانها وأرضها وتساءل قلقا ترى هل تطيب له الحياة له الحياة في هذا الحي؟ فجائته نوبة وأخذ كراسه الكبير وشرع في الكتابة وكان ما كتب هو الفقرة السادسة عشر فقال فيها:" يا بني كياس ويا بني قبح لا تأكلوا الربا ولا تفسدوا في هذا الحي. حي عثمان المقدس الجبار، فلا تكونوا مثلي أغمضت جفني وجعلت قلبي مكان عيني في سقف الدار." وكان في تلك الأعوام مهيمنا وسيدا ويخضع له كل سكان المعمورة خضوعا تاما ويقرون له بالجبروت والطاغوت فقال في الدرباكجي:" انا المتجبر الطاغي، الذي خضعت له كل مخلوقات البلاد ووضعت الحدود والشرائع بذاتي."

### يوم الجمعة:
في يوم الجمعة وقبيل الظهر يجلس عثمان على عرش عظيم وينزع حذائه ويصطف الرجال والنساء والأطفال والشيوخ ويقبلون قدم عثمان اصبعا اصبعا تعظيما له ويقبلون جواربه الكريهة فيبدأ الرجال والشيوخ ثم النساء ومن ثم الأطفال واستمرت هذه العادة حتى توفي عثمان وارتحل إلى دار الحق.